# Submarino de misiles de crucero

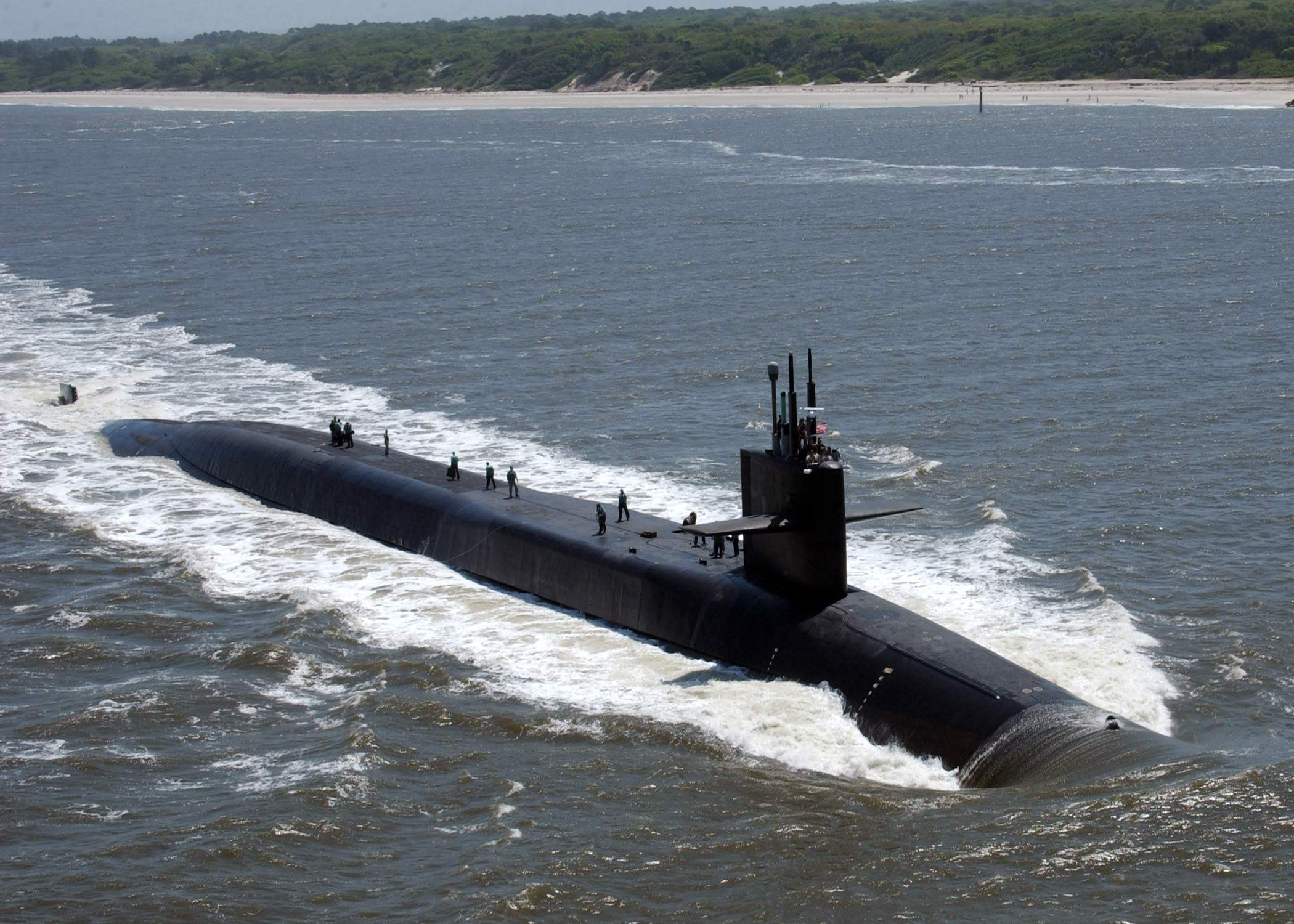
USS Florida (SSGN-728), un submarino estadounidense de la clase Ohio

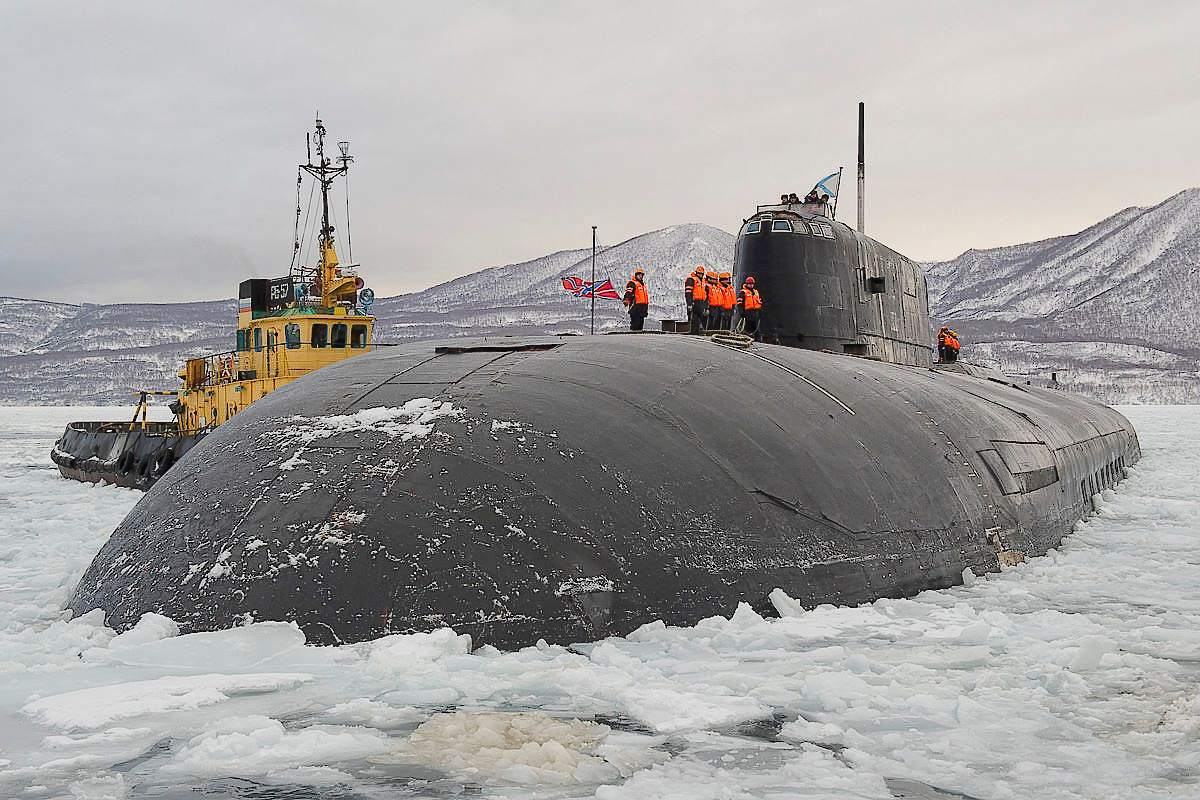
Submarino soviético de la clase Oscar

Un submarino de misiles de crucero es un submarino que transporta y lanza misiles de crucero (SLCM y misiles antibuque) como armamento principal. Los misiles mejoran en gran medida la capacidad de una embarcación para atacar a los combatientes de superficie y atacar objetivos terrestres, y aunque los torpedos son una opción más sigilosa, los misiles brindan un rango de distancia mucho más largo, así como la capacidad de atacar múltiples objetivos en diferentes rumbos al mismo tiempo. Muchos submarinos de misiles de crucero conservan la capacidad de desplegar ojivas nucleares en sus misiles, pero se consideran distintos de los submarinos de misiles balísticos debido a las diferencias sustanciales entre las características de los dos sistemas de armas.
Originalmente, los primeros diseños de submarinos de misiles de crucero tenían que salir a la superficie para lanzar sus misiles, mientras que los diseños posteriores podían hacerlo bajo el agua a través de tubos dedicados del sistema de lanzamiento vertical (VLS). Muchos submarinos de ataque modernos pueden lanzar misiles de crucero (y misiles antibuque específicos) desde sus tubos de torpedos, mientras que algunos diseños también incorporan una pequeña cantidad de cartuchos VLS, lo que genera una superposición significativa entre los submarinos de misiles de crucero y los submarinos de ataque tradicionales. No obstante, las embarcaciones clasificadas como submarinos de ataque todavía usan torpedos como su armamento principal y tienen un perfil de misión más polivalente debido a su mayor velocidad y maniobrabilidad, en contraste con los submarinos de misiles de crucero, que suelen ser barcos más grandes y lentos enfocados en el rol de ataque de superficie de larga distancia.
Los símbolos de clasificación del casco de la Marina de los Estados Unidos para los submarinos de misiles de crucero son SSG y SSGN: SS denota submarino, G denota misil guiado y N denota que el submarino es de propulsión nuclear.
Hasta la fecha solo Estados Unidos  y Unión Soviética/Rusia han tenido buques de este tipo.